# Torneio Internacional Zé Dú de 2013
O Torneio internacional “Zé Dú” de  hóquei em patins  visa homenagear o Presidente da República de Angola, José Eduardo dos Santos. Realizou-se de 22 a 24 de agosto, no pavilhão Multiuso do Kilamba, em Luanda, o 12.º Troféu Internacional de Hóquei em Patins, denominado "Troféu José Eduardo dos Santos".

## 1ª Jornada
| Andes Talleres | 0 | Liceo da Corunha | 5 |
| Angola         | 2 | Brasil           | 1 |
| -------------- | - | ---------------- | - |

## 2ª Jornada
| Brasil | 4 | Liceo da Corunha | 5 |
| Angola | 5 | Andes Talleres   | 2 |
| ------ | - | ---------------- | - |

## 3ª Jornada
| Brasil | 4 | Andes Talleres   | 5 |
| Angola | 3 | Liceo da Corunha | 0 |
| ------ | - | ---------------- | - |

### Classificação
| Team             | Pld | W | D | L | GF | GA | GD | Pts |
| ---------------- | --- | - | - | - | -- | -- | -- | --- |
| Angola           | 3   | 3 | 0 | 0 | 10 | 3  | +7 | 9   |
| Liceo da Corunha | 3   | 2 | 0 | 1 | 10 | 7  | +3 | 6   |
| Andes Talleres   | 3   | 1 | 0 | 2 | 7  | 14 | −7 | 3   |
| Brasil           | 3   | 0 | 0 | 3 | 9  | 12 | −3 | 0   |

## Ligações Externas
- Angola Press